# Poliaspis attenuata
Poliaspis attenuata är en insektsart som beskrevs av Brimblecombe 1959. Poliaspis attenuata ingår i släktet Poliaspis och familjen pansarsköldlöss. Inga underarter finns listade i Catalogue of Life.